# Willy Dold
Willy Dold (1906–1959) war ein deutscher Orgelbauer mit Werkstattsitz in Freiburg im Breisgau.

## Leben
Willy Dold lernte und arbeitete bei Welte & Söhne und war dort zuletzt Werkstattmeister. Nach seiner Betriebsgründung baute er Orgeln vorwiegend für römisch-katholische Kirchen in (Süd-)Baden als pneumatisch oder elektrisch gesteuerte Kegel- und Taschenladen. Klanglich entsprechen sie den Ideen der elsässischen Orgelreform und später einer gemäßigten Form der neobarocken Orgelbewegung.
Durch gewandelte Klangideale, spieltechnische Ansprüche und Betreiben von Organisten und Sachverständigen wurden viele Instrumente Dolds schon in den 1980er Jahren durch Neubauten ersetzt. Aufgrund der soliden Technik, der eigenständigen Klanglichkeit und eines neu erwachten Verständnisses für Dolds orgelbauliche Epoche findet inzwischen ein Umdenken statt, sodass die Orgeln aus seiner Werkstatt als erhaltenswerte Denkmale gelten.

## Werkliste (Auswahl)
| Jahr | Ort                     | Kirche                         | Bild | Man.  | Reg. | Bemerkungen/Quellen |
| ---- | ----------------------- | ------------------------------ | ---- | ----- | ---- | --- |
| 1936 | Kirchzarten             | St. Gallus                     |      | II/P  | 25   | 1991 ersetzt durch Neubau von Metzler, → Orgel |
| 1936 | Titisee                 | Christ-König                   |      | II/P  | 20   | 2015 durch Andreas Schmidt erworben, seit 2021 in der Kreuzkirche Büsingen am Hochrhein restauriert aufgestellt und als denkmalwürdig eingestuft → Orgel |
| 1936 | Wehr (Baden)            | St. Martin                     |      | III/P | 44   | 2006 Vermittlung durch Andreas Schmidt an Sixtus Lampl; 2010 Aufstellung in Auschwitz Gedächtniskirche, → Orgel                                          |
| 1936 | Schiltach               | St. Johannes Baptist           |      | II/P  | 9    | → Orgel |
| 1938 | Triberg                 | Maria in der Tanne             |      | II/P  | 32   | Prospekt 1707 von Victor Mezger, → Orgel |
| 1938 | Riegel am Kaiserstuhl   | St. Martin                     |      | III/P | 30   | nicht erhalten; Neubau Riegner & Friedrich 1991, → Orgel                                                                                                 |
| 1938 | Heidelberg              | St. Albert                     |      | II/P  | 32   | 1947 fertig gestellt, → Orgel |
| 1939 | Weil am Rhein           | St. Peter und Paul             |      | III/P | 28   | nicht erhalten; Neubau in neuer Kirche durch Metzler 1990 → Orgel                                                                                        |
| 1952 | Freiburg im Breisgau    | St. Martin                     |      | III/P | 44   | 1956 zweiter Bauabschnitt; Fertigstellung mit Ergänzung des Schwellwerkes, → Orgel – 2017 nach Słupsk Marienkirche versetzt und erweitert.               |
| 1953 | Kandern                 | St. Franz von Sales            |      | II/P  | 10   | 2021 stillgelegt; Aufstellung einer Digitalorgel vor dem Prospekt → Orgel                                                                                |
| 1954 | Grießen                 | St. Peter und Paul             |      | II/P  | 27   | → Orgel |
| 1954 | Rust                    | St. Petri in Ketten            |      | II/P  | 18   | → Orgel |
| 1954 | Schonach im Schwarzwald | St. Urban                      |      | III/P | 37   | → Orgel |
| 1954 | Heitersheim             | Schlosskirche St. Ludwig       |      | II/P  | 12   | Umbau 1977: Fischer & Krämer, → Orgel |
| 1954 | Freiburg im Breisgau    | Heilig Geist                   |      | II/P  | 20   | nicht erhalten, 2010 ersetzt, → Orgel |
| 1955 | Freiburg im Breisgau    | Konviktskirche                 |      | II/P  | 22   | 1980: Umsetzung nach Hausen an der Möhlin, → Orgel |
| 1955 | Freiburg im Breisgau    | Heilige Dreifaltigkeit         |      | II/P  | 23   | → Orgel |
| 1955 | Siegelau                | St. Vitus                      |      | II/P  | 12   | nicht erhalten, 2004 ersetzt, → Orgel |
| 1955 | Lörrach                 | St. Bonifatius                 |      | III/P | 34   | nicht erhalten, 2007 durch Brand zerstört, → Orgel |
| 1956 | Freiburg im Breisgau    | Herz-Jesu-Kirche               |      | III/P | 38   | durch Freiburger Orgelbau Späth 2008 überholt, → Orgel                                                                                                   |
| 1956 | Inzlingen               | St. Peter und Paul             |      | II/P  | 22   | → Orgel |
| 1956 | Schönau                 | Mariä Himmelfahrt              |      | III/P | 39   | Umbau und Erweiterung der Schwarz-Orgel, → Orgel |
| 1956 | Zell im Wiesental       | St. Fridolin                   |      | III/P | 34   | → Orgel |
| 1956 | Blasiwald               | St. Maria Königin des Friedens |      | II/P  | 9    | vermutlich für anderen Ort erbaut → Orgel |
| 1956 | Konstanz                | Paradieskapelle                |      | II/P  | 10   | 1983 aus Stegen nach Konstanz versetzt → Orgel |
| 1957 | Albbruck                | St. Josef                      |      | III/P | 42   | → Orgel |
| 1958 | Freiburg im Breisgau    | Universitätskirche             |      | III/P | 36   | durch Freiburger Orgelbau Späth 2004 neu intoniert, → Orgel                                                                                              |